# Пестряк лесной
Пестряк лесной, или златоглазик лесной (лат. Chrysops caecutiens) — вид слепней подсемейства Chrysopsinae.

## Описание
Длина тела 8-10 мм. Лицевые мозоли отделены от щёчных мозолей участками, покрытыми жёлтым или белым налёта. Усики чёрные, иногда их первый членик коричнево-жёлтый. Голени чёрные. На крыле вершинное пятно закрывает более половины длины радиальной жилки r4. У самок номинативной формы на втором тергите брюшка имеется чёрное пятно в форме перевёрнутой буквы V на жёлтом фоне. Третий тергит полностью чёрный. У подвида V-образное пятно редуцировано или отсутствует, а на третьем тергите имеется жёлтое пятно. Снизу первые два сегмента брюшка жёлтые с чёрным пятном по середине. Брюшко самцов сверху полностью чёрное.
Личинки веретеновидные светло-жёлтые или зеленоватые длиной 14-18 мм. Куколки желтовато-коричневые длиной 9-14 мм.

## Биология
Самка откладывает яйца на нижнюю сторону листьев растений. Личинки сапрофаги и детритофаги развиваются в воде или илу по берегам водоёмов, куколки перемещаются в почву над урезом воды. Способен переносить туляремию.

## Генетика
В диплоидном наборе насчитывается 5 пар хромосом. Хромосомы двух подвидов отличаются по форме, относительной длине и центромерному индексу.

## Классификация
Вид разделяется на два подвида. Ареалы двух подвидов накладываются в Кавказе и северном Иране. Возможно, они являются отдельными видами:
Chrysops caecutiens caecutiens (Linnaeus, 1758) — Пестряк лесной северный
Chrysops caecutiens ludens (Loew, 1858) — Пестряк лесной южный

## Распространение
Встречается по всей Европе, Турции, севере Ирана, на Кавказе, Сибири, Монголии, Китае (Синьцзинь).